# Sexta-feira Branca (1916)
A Sexta-Feira Branca ocorreu durante a Frente Italiana da Primeira Guerra Mundial, quando uma avalanche atingiu o quartel austro-húngaro no Monte Marmolada, matando 270 soldados. No mesmo dia outras avalanches atingiram posições italianas e austro-húngaras, matando centenas de soldados. Ambos os lados relataram que houve dispararos deliberados de artilharia contra as camadas de neve enfraquecidas na tentativa de soterrar o outro lado.
Uma estimativa precisa do número de vítimas das avalanches da Sexta-feira Branca não está disponível. Documentos históricos sugerem ao menos 2.000 vítimas apenas entre os soldados e algumas dezenas entre os civis. 
A data 13 de dezembro celebrava o feriado religioso de Santa Lúcia, sendo uma data comemorada pela maioria dos católicos italianos. Embora as avalanches tenham ocorrido nas montanhas Dolomitas em um quarta-feira, o termo "sexta-feira branca" foi cunhado para representar o evento. 
1. ↑  «December 1916: Deadly wartime weather». University of Bern. Consultado em 2 de fevereiro de 2018
2. ↑  Minghetti, Tullio (1 de janeiro de 1940). I figli dei Monti pallidi: vita di guerra di un irredento trentino (em italiano). [S.l.]: Legione trentina